# Jan Chramosta
Jan Chramosta (Praga, 12 ottobre 1990) è un calciatore ceco, attaccante dello Jablonec.

## Carriera

### Nazionale
Il 5 giugno 2012 realizza una cinquina nella partita vinta per 1-5 contro Andorra, giocando per i pari età della nazionale ceca.

## Palmarès

### Club

#### Competizioni nazionali
- Coppa della Repubblica Ceca: 2

Mladá Boleslav: 2010-2011, 2015-2016

### Individuale
- Zlatý míč: 1

2009